# Asturiens flygplats
Asturiens flygplats (IATA: OVD, ICAO: LEAS) (spanska: Aeropuerto de Asturias) är en mindre internationell flygplats i den autonoma regionen Asturien, Spanien. Det är regionens enda flygplats. Flygplatsen är belägen i kommunen Castrillón, 15 km från Avilés, 40 km från Gijón och 47 km från regionens huvudstad, Oviedo.